# Saint-Amans-de-Pellagal
Saint-Amans-de-Pellagal è un comune francese di 246 abitanti situato nel dipartimento del Tarn e Garonna nella regione dell'Occitania.

## Società

### Evoluzione demografica
Abitanti censiti